# Pteromicra angustipennis
Pteromicra angustipennis är en tvåvingeart som först beskrevs av Rasmus Carl Staeger 1845.  Pteromicra angustipennis ingår i släktet Pteromicra och familjen kärrflugor. Arten är reproducerande i Sverige. Inga underarter finns listade i Catalogue of Life.